# Бейлерян, Мари
Мари Бейлерян (арм. Մառի Պեյլերյան, 31 марта 1877, Константинополь, Османская империя — 1915, Константинополь) — армянская феминистская активистка, писательница и общественный деятель, жертва геноцида армян.

## Биография
Мари окончила Есаянское училище Константинополя, затем училась в мастерской Бера. Она сотрудничала с различными журналами, включая «Аревелк» и «Гнчак». Столкнувшись с арестом за участие в демонстрациях Баб Али 1895 года, Бейлерян была вынуждена бежать в Египет из своего родного Константинополя.
Во время своего пребывания в Александрии она преподавала в местной армянской школе, а между 1902 и 1903 годами издавала «Артемис», армянский женский журнал, который выходил с января 1902 года по декабрь 1903 года. Бейлерян принимала работы не только от известных писателей, но и от армянских женщин со всей диаспоры. Её особенно интересовала роль армянских женщин в развитии национальной идентичности. Передовицы, автором которых является Бейлерян, посвящены нескольким темам прав женщин, включая материнство. Она считала, что образование и занятость женщин имеют решающее значение для национального развития Армении.
Бейлерян вернулась в Константинополь только после того, как после младотурецкой революции была принята Османская конституция 1908 года. Она продолжала работать учительницей в Смирне, а затем в армянской школе Токата до 1915 года, когда она погибла во время геноцида армян.